# Sofia av Mecklenburg-Werle
Sofia av Mecklenburg-Werle, danska Sophie af Werle, död efter 6 december 1339, grevinna av Holstein. Dotter till furst Nikolaus II av Mecklenburg-Werle (död 1316) och Rikissa Eriksdotter av Danmark (död 1308).
Sofia var systerdotter till kung Erik Menved av Danmark, som år 1310 förlovade henne med den svenske prinsen Erik Magnusson (hertig). Rikissa sändes till Sverige inför bröllopet, men 1312 gifte sig Erik i stället med Ingeborg Håkansdotter av Norge. Erik tvingades då förklara offentligt att Sofia inte bar skulden till den uppslagna förlovningen. Sofia återvände sedan till Werle.
Sofia gifte sig omkring 1315 (påvlig dispens 1325 och 1326) med greve Gerhard III av Holstein (mördad 1340). Paret fick följande barn:
1. Henrik II av Holstein (omkring 1317-1385), greve av Holstein
2. Nikolaus av Holstein (omkring 1321-1397), greve av Holstein
3. Elisabet av Holstein (död 1402), förlovad med svensk-norske kungen Håkan Magnusson (1340-1380)